# Сeoскa културa
Термин „култура” потиче од латинске речи (cultus – гајање, обрада пољa) која означава сврсисходну људску активност којом се ствара нешто ново што, само по себи, без човековог рада и деловања не постоји у природи. Некада је значење термин „култура“ садржано у разликовању дивљих биљака и оних ких је цовек својим радом одгајио, па се зато и данас такве биљке називају „култивисане биљке“ односно пољопривреним културама. Такође се појам „култура“ везује за вредности, за све што има некакав значај и значење за човека, као што је историјска вредност. Материјални и духовни аспект сваког културног деловања и сваке културне творевине су нераздвојни. Култура се зато дели на материјалну и духовну. Духовно је смисао материјалног, a материјалне културне творевине су „осмишљени предмети”.
Све материјалне културне творевине неког друштва (куће, храмови, канали за наводњавање и одводњавање, мостови, села и градови, фабрике и све друго што има физичке димензије а створили су људи својим радом) представљa једну цивилизацију заједно са верским, моралним и уметничким представама, вештинама, животним потребама, економским и политичким интересима. 
Постоје четири елементи духовне културе: 
- Језик;
- Веровања (магија, религија, митологија;
- Знања;
- Правила понашања (обичаји, морал);
- Стваралаштво (уметност).

Језик је систем знакова (симбола) који носе одређена значења (појмове), чији смисао разумеју припадници веће или мање друштвене групе и тако једни другима преносе поруке и искуства. Размена стечених искустава међу људима помоћу језичких симбола чини језик. Да не постоји овај елемент људска врста не би напредовала у сазнавању и мењању света око себе, па ни култура не би била могућа.
Веровања (магија, религија, митови) чине основу духовног живота човека која прати његову физичку и материјалну егзистенцију. Својим разумом човек је систематизовао своје практично искуство o узрочно – последичним односима међу природним појавама, o вези између својих поступака и последица. Магија је скуп практичних радњи које се предузимају са циљем да се „више силе” умилостиве, a „невидљива бића” приволе да нама помогну (бела магија) a непријатељима нашкоде (црна магија). Магија почива на веровању да човек својим радњама може да призива „добре духове” a да од себе гони зле духове. Религија укључује магију која је све до данас прати (као религијски обред, молитва). У најелементарнијим историјским облицима религије, као што је анимизам (веровање у духове), магија и религија се скоро не разликују. Већа разлика се појављује између магије и теистичких религија (у којима се верује у богове), a нарочито између оних развијенијих монотеистичких (веровање у једног бога). Данас у свету постоји више малих религијских заједница, учења и организација (секти), али су најзначајније четири велике светске религије: хришћанство, јеврејство, ислам и будизам.
Обичај је правило настало дуготрајним понављањем у друштву. To је традицијом установљен начин понашања који је карактеристичан за све припаднике једне етничке заједнице или културе. Његова снага и постојаност почивају на поштовању традиције.
Морал је скуп неписаних правила и обичаја који утврђују међуљудске односе и просуђују што је добро, a што зло. Морал је у некој средини објективан и налази се у облику друштвене свести, система обичаја, навика, норми. Настао је као захтева друштва за одређеним понашањем, односно, принципима који одређују какво понашање треба да буде.
Свака култура у целини и сваки њен елеменат понаособ има неколико димензија: вредносну, нормативну и практичну. Идеје, правила и праксе увек се међусобно повезују и јављају у заједничком облику језичког, религијског, сазнајног (филозофско - научног), моралног и уметничког феномена.
Уметност је људска делатност или производ људске делатности која има за циљ стимулисање људских чула као и људског ума и духа; према томе, уметност је активност, објекат или скуп активности и објеката створених са намером да се пренесу емоције или/и идеје. Осим ове дефиниције, не постоји ни једна друга општеприхваћена дефиниција уметности, с обзиром да је дефинисање граница уметности субјективан акт, а потреба за уметношћу се обично назива људском креативношћу.
Често наглашавана противречност између традиционалних тежњи и модерних тенденција, у свим областима друштвеног живота у селу, типичан је културни феномен. Традиционалну сељачку културу карактерише синкретизам културних процеса и творевина, неразлучивост рационалних и ирационалних садржаја, индивидуалних и колективних радњи и поступака, свакодневног живота и рада. Културни ствараоци су анонимни, a културне вредности се преносе усменом предајом.
Традиционално сељачко друштво је затворено, споро се мења, па му је и култура таква. На врху вредносне лествице налази се земљa (као главна материјална вредност), породица (као основна друштвена група), и кућедомаћин (као најистакнутији појединац). Религија има значајну, a наука безначајну улогу. Промене у начину живота (рада, становања, културних образаца међусобних односа) долазе у село углавном спољa, обично из града.

## Културне иновације у савременим селима

### Настајање и ширење (дифузија) иновација
Стварање иновација је основа сваког културног стваралаштва и у том смислу то је најважнији културни чин, a иновација је еминентна културна творевина (културно дело). Иновација не мора да буде само оно сто је новостворено, већ и оно што је новооткривено. Током времена се појединци и групе, пре или касније упознају са иновацијама, потом их прихватају или одбијају, да би оне прихваћене почели повремено или редовно да користе. 

### Промене у пољопривредној производњи
Промене у начину пољопривредне производње представљају најважније промене у начину сељачког живота. Иновативнији су сељаци у развијенијим насељима, у којима је просечна информисаност бољa, повољније материјално стање, виша куповна моћ. На иновације у пољопривреди утичу и задруге и друге пољопривредне организације, a нарочито локални стручно-саветодавни центри.